# Issatchenkia scutulata
Issatchenkia scutulata är en svampart som först beskrevs av Phaff, M.W. Mill. & M. Miranda, och fick sitt nu gällande namn av Kurtzman, M.J. Smiley & C.J. Johnson 1980. Issatchenkia scutulata ingår i släktet Issatchenkia och familjen Pichiaceae.   Inga underarter finns listade i Catalogue of Life.